# محسن آزاد
محسن آزاد بازیکن سابق فوتبال اهل ایران است. وی سابقه بازی در تیم‌های شاهین تهران و تاج تهران را دارد.
وی سابقه ۶ بازی ملی نیز در کارنامه دارد.